# Cờ Othello
Cờ Othello hay còn gọi là Reversi, hay Cờ Lật trong tiếng Việt, là một trò chơi của Đức ở trên bàn cờ và là môn thể thao trí tuệ dành cho hai người chơi. Bàn cờ được chia lưới ô vuông 8x8 còn những quân cờ có hình dạng giống đồng xu có hai mặt màu nhạt và sẫm (có thể là màu trắng hoặc đen).

## Lịch sử
Nguồn gốc về trò chơi này được biết đến với hai giả thuyết khác nhau.
Vào thế kỷ 19, có một người đã phát minh ra trò chơi này và một nhà xuất bản chuyên về các loại trò chơi nổi tiếng của Đức Ravensburger bắt đầu tạo ra vào năm 1898 như là một trong những tít đầu tiên.
Những quy tắc chơi của trò chơi hiện tại được thế giới chấp nhận bây giờ có nguồn gốc từ Nhật Bản và trò chơi đã được gọi là Othello vào những năm của thập kỷ 70.
Mattel đã tạo ra các thiết bị có tên là Othello. Công ty Anjar đã được cấp thương hiệu có đăng ký Othello từ Tsukuda Original.
Goro Hasegawa, người đã viết cuốn sách "Làm thế nào để trở thành người thắng cuộc trong Othello" đã phổ biến trò chơi ở Nhật vào năm 1975.
Trò chơi này được lấy tên từ vở kịch Othello, the Moor of Venice của William Shakespeare.

## Cách chơi
Mỗi mặt của quân cờ đại diện cho một bên chơi. Ta có thể gọi cờ hai bên là đen và trắng, nhưng cũng có thể gọi là sấp và ngửa, bởi vì mỗi quân cờ có 2 mặt riêng biệt.
Trước kia, cờ Othello không quy định vị trí đặt quân cờ đầu tiên. Sau đó, nó đã chấp nhận luật chơi mới với điều khoản là phải có 4 điểm đặt đầu tiên vào vị trí 4 hình vuông ở trung tâm bàn cờ, hai quân sẫm và hai quân nhạt. Quân màu sẫm được đi đầu tiên.
|    | |    |    |    |    |    |    |
|    | \| \| \| \| \| \| \| \| \| \| \| \| \| \| \| \| \| \| \| \| \| \| \| \| \| \| \| \| \| \| \| \| \| \| \| \| \| \| \| \| \| \| \| \| \| \| \| \| \| \| \| \| \| \| \| \| \| \| \| \| \| \| \| \| \| \| \| \| \| \| \| \| |    |    |    |    |    |    |
|    | |    |    |    |    |    |    |
| a8 | b8 | c8 | d8 | e8 | f8 | g8 | h8 |
| a7 | b7 | c7 | d7 | e7 | f7 | g7 | h7 |
| a6 | b6 | c6 | d6 | e6 | f6 | g6 | h6 |
| a5 | b5 | c5 | d5 | e5 | f5 | g5 | h5 |
| a4 | b4 | c4 | d4 | e4 | f4 | g4 | h4 |
| a3 | b3 | c3 | d3 | e3 | f3 | g3 | h3 |
| a2 | b2 | c2 | d2 | e2 | f2 | g2 | h2 |
| a1 | b1 | c1 | d1 | e1 | f1 | g1 | h1 |

| a8 | b8 | c8 | d8 | e8 | f8 | g8 | h8 |
| a7 | b7 | c7 | d7 | e7 | f7 | g7 | h7 |
| a6 | b6 | c6 | d6 | e6 | f6 | g6 | h6 |
| a5 | b5 | c5 | d5 | e5 | f5 | g5 | h5 |
| a4 | b4 | c4 | d4 | e4 | f4 | g4 | h4 |
| a3 | b3 | c3 | d3 | e3 | f3 | g3 | h3 |
| a2 | b2 | c2 | d2 | e2 | f2 | g2 | h2 |
| a1 | b1 | c1 | d1 | e1 | f1 | g1 | h1 |

Quân màu sẫm cần phải được đặt ở vị trí tồn tại ít nhất một hàng ngang hoặc dọc, hoặc chéo giữa quân mới và quân cũ và ở giữa hai quân này có một hay nhiều quân nhạt. Trong hình dưới, quân sẫm có thể được đặt ở những vị trí gợi ý.
|    | |    |    |    |    |    |    |
|    | \| \| \| \| \| \| \| \| \| \| \| \| \| \| \| \| \| \| \| \| \| \| \| \| \| \| \| \| \| \| \| \| \| \| \| \| \| \| \| \| \| \| \| \| \| \| \| \| \| \| \| \| \| \| \| \| \| \| \| \| \| \| \| \| \| \| \| \| \| \| \| \| |    |    |    |    |    |    |
|    | |    |    |    |    |    |    |
| a8 | b8 | c8 | d8 | e8 | f8 | g8 | h8 |
| a7 | b7 | c7 | d7 | e7 | f7 | g7 | h7 |
| a6 | b6 | c6 | d6 | e6 | f6 | g6 | h6 |
| a5 | b5 | c5 | d5 | e5 | f5 | g5 | h5 |
| a4 | b4 | c4 | d4 | e4 | f4 | g4 | h4 |
| a3 | b3 | c3 | d3 | e3 | f3 | g3 | h3 |
| a2 | b2 | c2 | d2 | e2 | f2 | g2 | h2 |
| a1 | b1 | c1 | d1 | e1 | f1 | g1 | h1 |

| a8 | b8 | c8 | d8 | e8 | f8 | g8 | h8 |
| a7 | b7 | c7 | d7 | e7 | f7 | g7 | h7 |
| a6 | b6 | c6 | d6 | e6 | f6 | g6 | h6 |
| a5 | b5 | c5 | d5 | e5 | f5 | g5 | h5 |
| a4 | b4 | c4 | d4 | e4 | f4 | g4 | h4 |
| a3 | b3 | c3 | d3 | e3 | f3 | g3 | h3 |
| a2 | b2 | c2 | d2 | e2 | f2 | g2 | h2 |
| a1 | b1 | c1 | d1 | e1 | f1 | g1 | h1 |

Sau khi đặt một quân, quân sẫm sẽ lật tất cả những quân nhạt nằm trên đường gióng giữa quân sẫm mới được đi và quân sẫm cũ. Những quân sáng màu đó bây giờ trở thành màu sẫm và quân sẫm có thể sử dụng chúng trong lượt đi tiếp theo, trừ khi quân nhạt lại lật chúng lại trong một nước đi nào đó.
Nếu quân sẫm quyết định đi ở vị trí d6 (theo hình dưới), một quân nhạt sẽ bị lật mặt và bàn cờ bây giờ có dạng như hình dưới đây.
|    | |    |    |    |    |    |    |
|    | \| \| \| \| \| \| \| \| \| \| \| \| \| \| \| \| \| \| \| \| \| \| \| \| \| \| \| \| \| \| \| \| \| \| \| \| \| \| \| \| \| \| \| \| \| \| \| \| \| \| \| \| \| \| \| \| \| \| \| \| \| \| \| \| \| \| \| \| \| \| \| \| |    |    |    |    |    |    |
|    | |    |    |    |    |    |    |
| a8 | b8 | c8 | d8 | e8 | f8 | g8 | h8 |
| a7 | b7 | c7 | d7 | e7 | f7 | g7 | h7 |
| a6 | b6 | c6 | d6 | e6 | f6 | g6 | h6 |
| a5 | b5 | c5 | d5 | e5 | f5 | g5 | h5 |
| a4 | b4 | c4 | d4 | e4 | f4 | g4 | h4 |
| a3 | b3 | c3 | d3 | e3 | f3 | g3 | h3 |
| a2 | b2 | c2 | d2 | e2 | f2 | g2 | h2 |
| a1 | b1 | c1 | d1 | e1 | f1 | g1 | h1 |

| a8 | b8 | c8 | d8 | e8 | f8 | g8 | h8 |
| a7 | b7 | c7 | d7 | e7 | f7 | g7 | h7 |
| a6 | b6 | c6 | d6 | e6 | f6 | g6 | h6 |
| a5 | b5 | c5 | d5 | e5 | f5 | g5 | h5 |
| a4 | b4 | c4 | d4 | e4 | f4 | g4 | h4 |
| a3 | b3 | c3 | d3 | e3 | f3 | g3 | h3 |
| a2 | b2 | c2 | d2 | e2 | f2 | g2 | h2 |
| a1 | b1 | c1 | d1 | e1 | f1 | g1 | h1 |

Bây giờ đến lượt quân nhạt đi cũng nước tương tự như vậy để tìm cơ hội lật mặt quân sẫm. Các khả năng có thể như sau:
|    | |    |    |    |    |    |    |
|    | \| \| \| \| \| \| \| \| \| \| \| \| \| \| \| \| \| \| \| \| \| \| \| \| \| \| \| \| \| \| \| \| \| \| \| \| \| \| \| \| \| \| \| \| \| \| \| \| \| \| \| \| \| \| \| \| \| \| \| \| \| \| \| \| \| \| \| \| \| \| \| \| |    |    |    |    |    |    |
|    | |    |    |    |    |    |    |
| a8 | b8 | c8 | d8 | e8 | f8 | g8 | h8 |
| a7 | b7 | c7 | d7 | e7 | f7 | g7 | h7 |
| a6 | b6 | c6 | d6 | e6 | f6 | g6 | h6 |
| a5 | b5 | c5 | d5 | e5 | f5 | g5 | h5 |
| a4 | b4 | c4 | d4 | e4 | f4 | g4 | h4 |
| a3 | b3 | c3 | d3 | e3 | f3 | g3 | h3 |
| a2 | b2 | c2 | d2 | e2 | f2 | g2 | h2 |
| a1 | b1 | c1 | d1 | e1 | f1 | g1 | h1 |

| a8 | b8 | c8 | d8 | e8 | f8 | g8 | h8 |
| a7 | b7 | c7 | d7 | e7 | f7 | g7 | h7 |
| a6 | b6 | c6 | d6 | e6 | f6 | g6 | h6 |
| a5 | b5 | c5 | d5 | e5 | f5 | g5 | h5 |
| a4 | b4 | c4 | d4 | e4 | f4 | g4 | h4 |
| a3 | b3 | c3 | d3 | e3 | f3 | g3 | h3 |
| a2 | b2 | c2 | d2 | e2 | f2 | g2 | h2 |
| a1 | b1 | c1 | d1 | e1 | f1 | g1 | h1 |

Quân nhạt đi vào c4 và lật được một quân sẫm:
|    | |    |    |    |    |    |    |
|    | \| \| \| \| \| \| \| \| \| \| \| \| \| \| \| \| \| \| \| \| \| \| \| \| \| \| \| \| \| \| \| \| \| \| \| \| \| \| \| \| \| \| \| \| \| \| \| \| \| \| \| \| \| \| \| \| \| \| \| \| \| \| \| \| \| \| \| \| \| \| \| \| |    |    |    |    |    |    |
|    | |    |    |    |    |    |    |
| a8 | b8 | c8 | d8 | e8 | f8 | g8 | h8 |
| a7 | b7 | c7 | d7 | e7 | f7 | g7 | h7 |
| a6 | b6 | c6 | d6 | e6 | f6 | g6 | h6 |
| a5 | b5 | c5 | d5 | e5 | f5 | g5 | h5 |
| a4 | b4 | c4 | d4 | e4 | f4 | g4 | h4 |
| a3 | b3 | c3 | d3 | e3 | f3 | g3 | h3 |
| a2 | b2 | c2 | d2 | e2 | f2 | g2 | h2 |
| a1 | b1 | c1 | d1 | e1 | f1 | g1 | h1 |

| a8 | b8 | c8 | d8 | e8 | f8 | g8 | h8 |
| a7 | b7 | c7 | d7 | e7 | f7 | g7 | h7 |
| a6 | b6 | c6 | d6 | e6 | f6 | g6 | h6 |
| a5 | b5 | c5 | d5 | e5 | f5 | g5 | h5 |
| a4 | b4 | c4 | d4 | e4 | f4 | g4 | h4 |
| a3 | b3 | c3 | d3 | e3 | f3 | g3 | h3 |
| a2 | b2 | c2 | d2 | e2 | f2 | g2 | h2 |
| a1 | b1 | c1 | d1 | e1 | f1 | g1 | h1 |

Người chơi thay phiên nhau lần lượt đi quân. Nếu một bên không đi được tiếp thì sẽ tiếp tục đến lượt người kia cho đến khi cả hai bên đều không đi được nước nào nữa. Điều này xảy ra khi các ô trên bàn cờ đã kín hết quân hay khi một bên chơi không còn quân nào trên bàn cờ. Người chơi có nhiều quân trên bàn cờ hơn là người thắng cuộc.
Một điều khác giữa Reversi và cờ Othello về việc sử dụng quân. Ở Reversi mỗi người chơi được chia đều 32 quân từ lúc bắt đầu và chỉ được đi 32 quân đó (bao gồm cả hai quân trên bàn cờ lúc bắt đầu chơi) cho đến khi không còn quân nào đi được nữa. Họ không được sử dụng quân cờ của đối thủ. Ở cờ Othello tất cả quân cờ đều thuộc sở hữu chung của hai người chơi; các quân cờ được để chung trong một hộp, hai bên đều có cơ hội dùng quân ngang nhau.

## Chiến thuật
Các quân cờ thay đổi màu rất nhanh, dễ dàng và thường xuyên, do vậy, đó là một ưu điểm nhưng cũng có thể là nhược điểm nếu cố gắng có được nhiều quân từ lúc bắt đầu. Chiếm góc, cạnh, độ cơ động, tại biên, tàn cuộc và dự đoán trước mọi việc là chìa khóa của thành công trong cờ Othello.

### Chiếm góc
Nếu có một quân đã được đặt tại góc thì quân đó sẽ không bị đổi cho đến hết trận cờ. Do đó, người chơi có thể sử dụng quân cờ tại góc để chốt giữ nhóm quân cùng với cạnh ngay sát nó làm thành một hệ thống chắc chắn. Do vậy việc chiếm giữ góc là một chiến lược có hiệu quả khi có cơ hội đến. Nói chung, một quân cờ được ổn định khi nó được nằm trong 4 hướng ranh giới, trong một hàng đã kín các quân, trong đó có các quân cùng màu nằm cạnh liên tiếp và bị chặn hai đầu bởi quân màu khác.

### Độ cơ động
Một người chơi có chiến thuật sẽ không dễ dàng từ bỏ việc chiếm góc hay bất kỳ nước đi tốt nào. Do vậy, để đoạt được những nước đi tốt này bạn cần phải ép đối thủ đi những nước từ bỏ cách đi tốt đó. Cách tốt nhất để làm việc đó là làm giảm số lượng nước đi có thể cho đối thủ của bạn. Nếu bạn nhất định tìm cách hạn chế số nước đi hợp lý của đối thủ thì sớm hay muộn họ sẽ phải đi nước đi mà họ không mong muốn. Một ví trí cần thực hiện được đó là tất cả các quân của bạn đứng cạnh nhau, bao vây xung quanh là quân của đối thủ. Với vị trí như vậy, bạn có thể đọc ra được các nước đi của đối thủ

### Tại biên
Các quân cờ được đặt ở phía biên bàn cờ dường như chắc chắn (bởi vì chúng không bị lật mặt dễ dàng) . Bốn ô vuông ở mỗi góc bàn cờ được gọi là X-vuông. Lúc bắt đầu hay giữa ván cờ, nếu các ô đó được chiếm giữ, sẽ đảm bảo chắc chắn cho việc sở hữu chúng.

### Đoán trước
Như trong bất kỳ chiến thuật nào của cờ vua hay checkers, người chơi không nên chỉ xem xét về thế cờ hiện tại. Đối với mỗi nước đi, bạn cần phải cân nhắc các diễn biến có thể có từ phía đối thủ, sau đó là khả năng phản ứng lại của bạn với các nước đi đó và tiếp theo nữa là như thế nào. Tình thế hiện tại cũng có thể không liên quan đến các nước đi sau. Do vậy, khi phân tích các khả năng đi, chiếm góc hoặc bất cứ khả năng nào khác, bạn nên xem xét cách tốt nhất để thực hiện chiến lược trong một thời gian dài hơn là chỉ quan tâm đến nước đi hiện tại.

## Cờ Othello và máy tính
Chương trình chơi cờ Othello tốt nhất có thể dễ dàng đánh bại người chơi cờ giỏi nhất. Vào đầu năm 1980, chương trình Moor đã thắng đương kim vô địch lúc đó và vào năm 1997, chương trình Logistello đã đánh bại nhà vô địch Takeshi Murakami với tỷ số 6:0. Sự nổi trội hơn này không có ở những trò chơi như cờ vua, nơi mà máy tính chơi giỏi nhất cũng ngang ngửa với người hay ở cờ vây, nơi thậm chí một người chơi trung bình cũng thắng được máy tính giỏi nhất.
Nói chung, loài người không thể thắng được trí thông minh của máy tính trong cờ Othello bởi vì máy tính có thể tính toán được rất nhiều nước đi tiếp theo, việc này con người không thể bằng được. Các nhà phân tích đã ước tính số lượng vị trí hợp lệ ở cờ Othello nhiều nhất là 1028 và nó có độ phức tạp xấp xỉ 1058.

## Bên lề
1. Từ lúc được phát minh, đến tận năm 1977, giải vô địch cờ Othello hàng năm mới được tổ chức. Mỗi quốc gia có thể cử đến nhiều nhất là 3 người.
2. Cờ Othello có số người ủng hộ nhiều nhất ở Nhật.
3. Các phiên bản Windows từ 1.0 đến 3.0 cài sẵn chương trình cờ Othello, bị thay thế bởi Minesweeper kể từ Windows 3.1. Windows ME và Windows XP còn có phiên bản online của cờ Othello.

## Giải cờ Othello quốc tế
| Năm  | Địa điểm     | Nhà vô địch      | Nước   | Đội  | Runner-Up               | Nước           |
| ---- | ------------ | ---------------- | ------ | ---- | ----------------------- | -------------- |
| 1977 | Tokyo        | Hiroshi Inoue    | Nhật   | N/A  | Thomas Heiberg          | Na Uy          |
| 1977 | Monte Carlo* | Sylvain Perez    | Pháp   | N/A  | Michel Rengot Blanchard | Pháp           |
| 1978 | New York     | Hidenori Maruoka | Nhật   | N/A  | Carol Jacobs            | Mỹ             |
| 1979 | Roma         | Hiroshi Inoue    | Nhật   | N/A  | Jonathan Cerf           | Mỹ             |
| 1980 | Luân Đôn     | Jonathan Cerf    | Mỹ     | N/A  | Takuya Mimura           | Nhật           |
| 1981 | Brussels     | Hidenori Maruoka | Nhật   | N/A  | Brian Rose              | Mỹ             |
| 1982 | Stockholm    | Kunihiko Tanida  | Nhật   | N/A  | David Shaman            | Mỹ             |
| 1983 | Paris        | Ken'Ichi Ishii   | Nhật   | N/A  | Imre Leader             | Anh            |
| 1984 | Melbourne    | Paul Ralle       | Pháp   | N/A  | Ryoichi Taniguchi       | Nhật           |
| 1985 | Athens       | Masaki Takizawa  | Nhật   | N/A  | Paolo Ghirardato        | Ý              |
| 1986 | Tokyo        | Hideshi Tamenori | Nhật   | N/A  | Paul Ralle              | Pháp           |
| 1987 | Milan        | Ken'Ichi Ishii   | Nhật   | Mỹ   | Paul Ralle              | Pháp           |
| 1988 | Paris        | Hideshi Tamenori | Nhật   | Anh  | Graham Brightwell       | Anh            |
| 1989 | Warsaw       | Hideshi Tamenori | Nhật   | Anh  | Graham Brightwell       | Anh            |
| 1990 | Stockholm    | Hideshi Tamenori | Nhật   | Pháp | Didier Piau             | Pháp           |
| 1991 | New York     | Shigeru Kaneda   | Nhật   | Mỹ   | Paul Ralle              | Pháp           |
| 1992 | Barcelona    | Marc Tastet      | Pháp   | Anh  | David Shaman            | Anh            |
| 1993 | Luân Đôn     | David Shaman     | Mỹ     | Mỹ   | Emmanuel Caspard        | Pháp           |
| 1994 | Paris        | Masaki Takizawa  | Nhật   | Pháp | Karsten Feldborg        | Đan Mạch       |
| 1995 | Melbourne    | Hideshi Tamenori | Nhật   | Mỹ   | David Shaman            | Mỹ             |
| 1996 | Tokyo        | Takeshi Murakami | Nhật   | Anh  | Stephane Nicolet        | Pháp           |
| 1997 | Athens       | Makoto Suekuni   | Nhật   | Anh  | Graham Brightwell       | Anh            |
| 1998 | Barcelona    | Takeshi Murakami | Nhật   | Pháp | Emmanuel Caspard        | Pháp           |
| 1999 | Milan        | David Shaman     | Hà Lan | Nhật | Tetsuya Nakajima        | Nhật           |
| 2000 | Copenhagen   | Takeshi Murakami | Nhật   | USA  | Brian Rose              | Mỹ             |
| 2001 | New York     | Brian Rose       | Mỹ     | Mỹ   | Raphael Schreiber       | Mỹ             |
| 2002 | Amsterdam    | David Shaman     | Hà Lan | Mỹ   | Ben Seeley              | Mỹ             |
| 2003 | Stockholm    | Ben Seeley       | Mỹ     | Nhật | Makoto Suekuni          | Nhật           |
| 2004 | London       | Ben Seeley       | Mỹ     | Mỹ   | Makoto Suekuni          | Nhật           |
| 2005 | Reykjavik    | Hideshi Tamenori | Nhật   | Nhật | Kwangwook Lee           | Nam Triều Tiên |
| 2006 | Mito         | Hideshi Tamenori | Nhật   | Nhật | Makoto Suekuni          | Singapore      |
| 2007 | Athens       | Kenta Tominaga   | Nhật   | Nhật | Stephane Nicolet        | Pháp           |

* Giải vô địch Monte Carlo thường không được coi là chính thức.

### Chương trình chơi trên máy tính
- Chương trình chơi cờ Othello trên máy tính. Written in Ada for Linux/UNIX. Lưu trữ ngày 26 tháng 10 năm 2007 tại Wayback Machine

### Game online
- Chơi Othello online với AI Lưu trữ ngày 12 tháng 4 năm 2006 tại Wayback Machine
- Othello online
- Othello online tại YourturnMyturn.com
- iOthello Lưu trữ ngày 3 tháng 8 năm 2009 tại Wayback Machine
- Chơi Othello online
- Tuyển chọn Othello/Reversi online Lưu trữ ngày 9 tháng 9 năm 2005 tại Wayback Machine

### Tổ chức quốc tế
- Liên đoàn cờ Othello của Úc
- Lưu trữ ngày 14 tháng 7 năm 2018 tại Wayback Machine Liên đoàn cờ Othello của Úc
- Tổ chức cờ Othello của Đan Mạch
- Tổ chức cờ Othello của Pháp
- Liên đoàn cờ Othello của Ý
- Lưu trữ ngày 15 tháng 5 năm 2018 tại Wayback Machine Tổ chức cờ Othello của Mỹ
- Liên đoàn cờ Othello của Séc
- Lưu trữ ngày 24 tháng 2 năm 2006 tại Wayback Machine Tổ chức cờ Othello của Hong Kong